# Nykomlingen
Nykomlingen, original New boy, är en roman från 1984 av författaren Tracy Chevalier. Romanen utgavs i Sverige 2018 på Wahlström och Widstrand i översättning av Anna Strandberg. Författaren utgår från Shakespeares melodramatiska tragedi och skapar ett skolgårdsdrama.

## Handling
När den elvaårige diplomatsonen Osei Kokote börjar på sin fjärde nya skola på sex år, och än en gång är den ende färgade eleven, vet han att han behöver en allierad om han ska klara av sin första dag. Tursamt nog får han snabbt kontakt med Dee, den populäraste flickan på hela skolan. Men det finns en annan elev som inte står ut med att se deras nyfunna vänskap: Ian bestämmer sig genast för att krossa deras relation, till varje pris. Innan skoldagen är över kommer allt att vara förändrat för både lärare och elever.
Romanen utspelar sig under en dag på en grundskola i en förort till Washington D. C. Tracy Chevalier har förflyttat Shakespears klassiska tragedi Othello till en skolgård på 1970-talet.

## Persongalleri
- Osei Kokote– elvaårig diplomatson
- Dee – populär skolflicka
- Mr Brabant –lärare
- Miss Lucy – lärarinna
- Ian – elev
- Casper – elev
- Rod – elev
- Mimi – elev
- Blanca – elev